# 圣洛朗-德拉卡布勒里斯
圣洛朗-德拉卡布勒里斯（法語：Saint-Laurent-de-la-Cabrerisse，法語發音：[sɛ̃ loʁɑ̃ də la kabʁəʁis] ⓘ）是法国奥德省的一个市镇，属于纳博讷区。

## 地理
圣洛朗-德拉卡布勒里斯（43°5'7"N, 2°42'2"E）面积25.03 平方千米，位于法国奧克西塔尼大區奥德省，该省份为法国南部沿海省份，北起塔恩省，西北接上加龙省，西接阿列日省，南至东比利牛斯省，东临地中海，东北与埃罗省接壤。
与圣洛朗-德拉卡布勒里斯接壤的市镇（或旧市镇、城区）包括：库斯图日、法布勒藏、容基耶尔、塔莱朗、泰藏德科比耶尔、图尔尼桑。

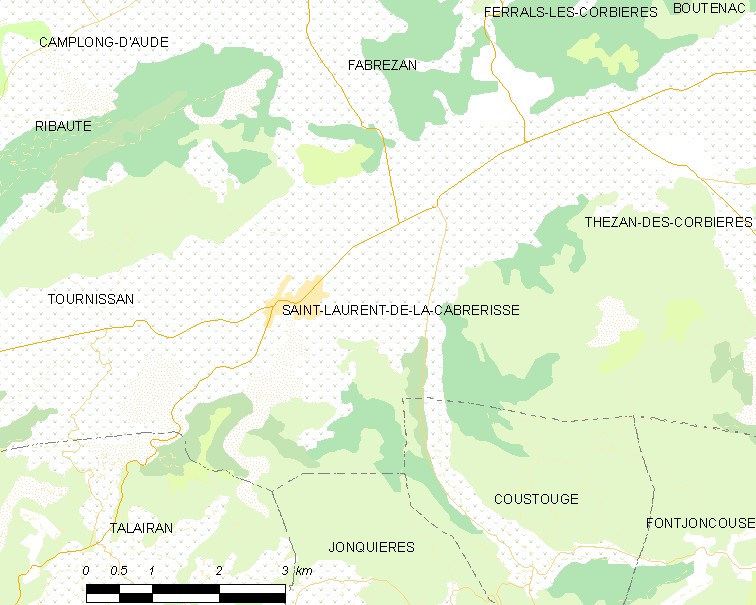
圣洛朗-德拉卡布勒里斯的OSM定位图

圣洛朗-德拉卡布勒里斯的时区为UTC+01:00、UTC+02:00（夏令时）。

## 行政
圣洛朗-德拉卡布勒里斯的邮政编码为11220，INSEE市镇编码为11351。

## 政治
圣洛朗-德拉卡布勒里斯所属的省级选区为莱科比耶尔县。

## 人口

1962-2008年间圣洛朗-德拉卡布勒里斯人口变化图示

圣洛朗-德拉卡布勒里斯于2022年1月1日时的人口数量为757人。